# 小見野村
小見野村（おみのむら）はかつて埼玉県比企郡に存在していた村。
「新編武蔵」によれば、当地はかつて小見野郷という郷が存在していたとされる。

## 地理
- 現在の川島町の北部。
- 河川：市野川、荒川

## 歴史
- 1889年（明治22年）4月1日 - 町村制施行により、上小見野村、下小見野村、加胡村、松永村、谷中村、梅之木村、虫塚村、一本木村、鳥羽井村、鳥羽井新田、東大塚村の11か村が合併し、小見野村が成立する。
- 1954年（昭和29年）11月3日 - 中山村、伊草村、三保谷村、出丸村、八ツ保村と合併し、川島村が成立。
- 1972年（昭和47年）11月3日 - 町制施行により川島町となる。